# Gaius Antonius

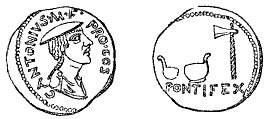
Denarius geslagen door Gaius Antonius in 43 v.Chr. De voorzijde toont de kop van een vrouw en de legende C(aius) ANTONIVS M.F. PRO CO(n)S(ule). De achterzijde toont twee cululli - symbool van een pontifex - met een bijl en de PONTIFEX.

Gaius Antonius was de broer van de triumvir Marcus Antonius.
Hij diende als legatus onder Julius Caesar (49 v.Chr.), maar in de strijd tegen de troepen van Pompeius in Illyricum dolf hij het onderspit en zag hij zich gedwongen zich over te geven. Vijf jaar later, tegen het einde van 44 werd hij proconsul in Macedonia, maar voor hij zijn provincie bereikte werd hij door Brutus gevangengenomen. In 42 werd hij op last van Brutus ter dood gebracht.

## Referentie
- art. C. Antonius, in F. Lübker - trad. ed. J.D. Van Hoëvell, Classisch Woordenboek van Kunsten en Wetenschappen, Rotterdam, 1857, p. 77.
- Wolfgang Will, art. C. Antonius, in Der Neue Pauly.